# Chester (Illinois)
Chester è un comune degli Stati Uniti d'America, situato in Illinois, nella contea di Randolph, della quale è anche il capoluogo.